# Claus Eisenmann
Claus Christian Eisenmann (* 18. Mai 1967 in Mannheim) ist ein deutscher Rock-/Pop-Sänger. Zusammen mit Xavier Naidoo gründete er die Musikgruppe Söhne Mannheims.

## Leben
Claus Eisenmann erlangte die Mittlere Reife an der Geschwister-Scholl-Realschule im Mannheimer Stadtteil Vogelstang. Im Alter von sechs Jahren gewann er einen Gesangswettbewerb. Ab 1977 nahm er fünf Jahre Unterricht im Gitarrespielen, 18-jährig folgte eine ebenso lange klassische Gesangsausbildung als Tenor.
Eisenmann spielte im Musical Human Pacific von Richard Geppert die Rolle eines Soldaten (1995–1998), später die Hauptrolle des Michael im selben Musical. Mit dem befreundeten Musiker Xavier Naidoo gründete er 1996 im Keller seines Elternhauses in der Gartenstadt die Söhne Mannheims.
1998 war er im Mannheimer Karnevalsverein Feuerio als „Claus II.“ Prinz des Großen Feuerio, der Stadt Mannheim und der Kurpfalz.
Im Dezember 2005 trennten sich die Wege Eisenmanns und der Söhne Mannheims. Am 5. September 2008 erschien sein Solo-Debütalbum Claus Eisenmann – Mein Herz schlägt weiter. Ab 2009 gab es das Claus Eisenmann Trio. Dazu gehören die beiden Mitmusiker Jörg Schreiner und Claude Schmidt.
Seit dem 20. Jubiläumsjahr der Söhne Mannheims 2015 war Eisenmann wieder fester Bestandteil der Söhne Mannheims. 2022 verließ er das Musikerkollektiv, verpachtete seinen Minigolfplatz in Viernheim, wo er auch wohnte, und zog nach Kotor in Montenegro um, um sich eine neue Existenz aufzubauen.
Eisenmann ist seit 2012 mit Dominique Bregenzer verheiratet und hat einen Sohn.

## Diskografie

### Mit den Söhnen Mannheims

#### Alben
- 2001: Zion
- 2004: Power of the Sound (Live-CD/DVD)
- 2004: Noiz

#### DVDs
- 2005: Power of the Sound (Konzert-DVD)

#### Singles
- 2000: Geh davon aus…
- 2004: Du bist nicht allein (Zeichen Der Zeit  mit Yvonne Catterfeld, Xavier Naidoo, Laith Al-Deen, Ben und Patrick Nuo)
- 2004: Ein weiterer Morgen (Zeichen der Zeit)
- 2004: Vielleicht
- 2005: Und wenn ein Lied…

### Kompilationen
- 2006: Mannheim Mannem Monnem (Volume 1)
- 2007: Mannheim Mannem Monnem (Volume 2)

#### Alben
- 2008: Mein Herz schlägt weiter (Claus Eisenmann Soloalbum)

#### Singles
- 2006: „Senza Te“ (Ohne Dich). Nur von Radiosendern gespielt
- 2007: Generationen (Duett Claus Eisenmann & Johannes Heesters zu seinem 104. Geburtstag vorgestellt)
- 2008: In deinem Licht. Erster Airplay 13. September 2008 bei Radio Gong
- 2010: FC Bayern Forever Number One
- 2011: Frauenfußball-Song 2011 – König Bansah feat. Claus Eisenmann